# Anton Wallner

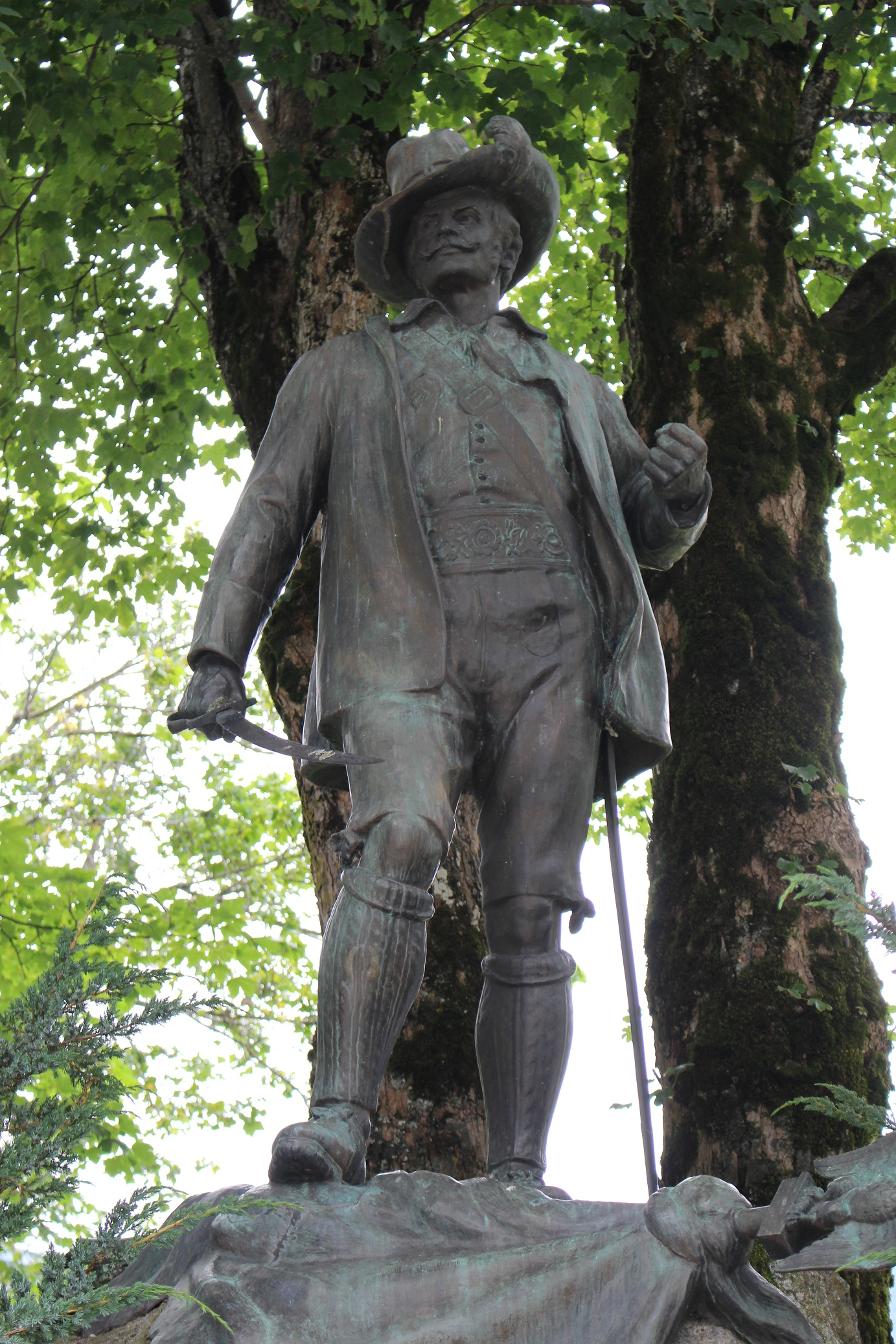
Anton-Wallner-Denkmal in Krimml

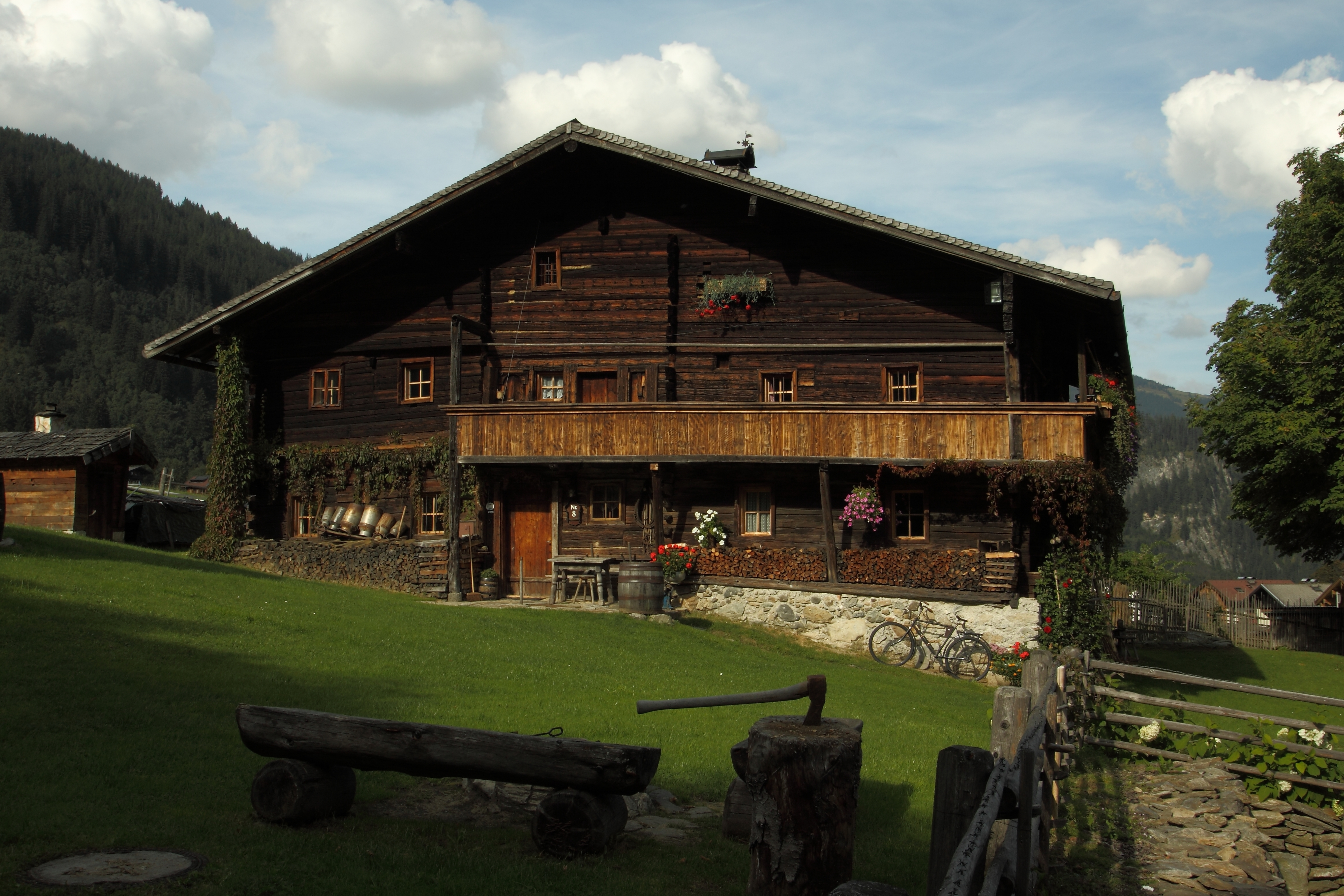
Der 1791 von Anton Wallner verkaufte Erbguthof der Familie Wallner in Oberkrimml

Anton Wallner (* Jahr und Ort unbekannt; † 15. Februar 1810 in Wien) war Wirt des Gasthauses Aichberger (auch: Eichberger) in Windisch-Matrei (heute Matrei in Osttirol) und Oberkommandant der Salzburger Landesverteidigung im Salzburger Gebirgsland während des Fünften Koalitionskrieges 1809. Abgeleitet vom Wirtshausnamen wird er in Dokumenten oft auch als „der Eichberger“ oder „Aichberger“ bezeichnet.

## Leben
Anton Wallner, der nicht im Taufbuch der Pfarre Wald im Pinzgau (bis 1784 zuständig für Krimml) aufscheint, wuchs am Hinterlehengut der Familie Wallner in Oberkrimml auf. Am 25. Oktober 1785 heiratete er die Tochter des Walderwirts aus Wald im Pinzgau, Theresia Egger. 1791 verkaufte er seinen Pinzgauer Besitz und erwarb ein Jahr später das Aichberger Wirtshaus im damals Salzburgischen Windisch-Matrei.
Vor dem Hintergrund des Tiroler Volksaufstands im Zuge des 5. Koalitionskriegs 1809 kam es auch in Salzburg zu Widerstand gegen die französisch-bayerische Besetzung. Salzburger Schützenkompanien und Landsturm besetzten wichtige Pässe im Salzburgischen. Anfang Juni 1809 wird Anton Wallner durch einen Boten (Peter Wieland vulgo Wastl Meier, einem sogenannten „Bauernkönig“) von Andreas Hofer aufgefordert, in den Pinzgau zu gehen, um die Landesverteidigung zu aktivieren. Bald danach wurden dann Anton Wallner und Bartholomä Hohlaus vom österreichischen kaiserlich-königlichen Unterindentanten Julius von Roschmann-Hörburg am 14. Juni 1809 als Bevollmächtigte für die Mobilmachung des salzburgischen Gebirgslandes und Aufstellung von Schützenkompanien und Landsturm eingesetzt. Bereits drei Tage später, am 17. Juni 1809, unterzeichnete Wallner in einem Schreiben an das Pfleg- und Landgericht Taxenbach als "Oberkommandant Hohlaus wurde als Unterkommandant bezeichnet. Die genauen Gründe für diese Kompetenzaufteilung sind unbekannt.
Als am 27. Juli 1809 bayerische Truppen unter Führung von General Deroy im Salzachtal durch den Pongau und Pinzgau nach Tirol marschierten, kam es unter Anton Wallner und Johann Panzl in Taxenbach zum Kampf an der Langen Bruggen, auch Halb-Stunden-Brücke genannt. Wallner und Panzl gelang es, den bayerischen Vormarsch im Salzachtal nach Westen mit zahlenmäßig weit unterlegenen Kräften immerhin fast neun Stunden aufzuhalten. Für die Verhinderung eines schnellen bayerischen Vormarsches in Richtung Tirol war der Widerstand Wallners und Panzls und ihrer Schützen mit ihrer Kleinkriegstaktik sehr erfolgreich, im Sinn einer Verzögerung des feindlichen Vordringens militärisch sinnvoll und auch effektiv. Denn Wallner verschaffte so den Tiroler Schützen mehr zeitlichen Spielraum für den eigenen Rückzug. Als die Gefahr bestand, dass die Bayern die Schützen zu umgehen begannen, zogen sich Wallner und Panzl mit geringen Verlusten geordnet zurück. Wallner kehrte in seine Heimat Windisch-Matrei zurück.
Im Zug der sogenannten „Dritten Erhebung“ in Tirol  wurde Anton Wallner neuerlich von Andreas Hofer mit dem Oberkommando in den Salzburger Gebirgslanden betraut. Unter anderem marschierte Wallner mit Pinzgauer und Tiroler Schützen auch ins zu Österreich gehörende Fürstentum Berchtesgaden, musste sich aber wieder in den Pinzgau zurückziehen.
Nach dem Frieden von Schönbrunn vom 14. Oktober 1809 brach der Widerstand im Salzburger Gebirge nach und nach zusammen und auch Anton Wallner kapitulierte in Weißbach bei Lofer. Wiederum ging er in seine Heimat Windisch-Matrei zurück. Kurze Zeit später kam es dort neuerlich zu bewaffneten Auseinandersetzungen zwischen französischem Militär und mobilisierten Schützen unter Führung Wallners. Diese Kämpfe wurden am 10. November 1809 durch den mit den Franzosen abgeschlossenen Friedens-Contract („Friede von Unterpeischlach“) beendet, den neben anderen auch Wallner unterzeichnete. Im Zusammenhang mit Kämpfen zwischen Franzosen und Tiroler Schützen an der Lienzer Klause Anfang Dezember 1809 organisierte Wallner neuerlich Schützen. Die Franzosen wurden unter seiner Führung am Aineter Bergl besiegt. Nach der Nachricht über die Niederlage der Tiroler an der Lienzer Klause legt auch Anton Wallner die Waffen endgültig nieder. Nachdem  von den Franzosen  nach ihm gefahndet und ein Kopfgeld von 1.000 Gulden ausgesetzt wurde, floh er als politisch Verfolgter über Heiligenblut nach Wien. In Osttirol selbst kam es bei der französischen Armee zu einem Kommandowechsel zu General Broussier. Der durch seine bereits in Süditalien wegen seiner brutalen Methoden gegen Widerständische berüchtigte General  ging nun mit Mitteln extremen Terrors gegen die Bevölkerung Osttirols und Windisch-Matreis vor, um jeden Widerstand zu brechen und die sich dahinschleppenden Waffenabgaben zu beschleunigen. Die Häuser Wallners und des ebenfalls nach Österreich geflüchteten Johann Panzl wurden niedergebrannt. Drei Iseltaler, die sich gestellt hatten, um den Rest der Bevölkerung zu schützen, wurden erschossen, ebenso etliche weitere Geiseln. Der Gemeinderat von Matrei wurde gezwungen, zwei Männer auszulosen, die ebenfalls liquidiert wurden. Broussier hinterließ eine wahre Blutspur in der Region und zog schließlich weiter nach Westen, um sein Blutwerk fortzusetzen. Wallner und Panzl befanden sich inzwischen als politisch Verfolgte in Wien.
Anfang 1810 belohnte Kaiser Franz I. Anton Wallner für seine Verdienste  um die Landesverteidigung und Österreich mit einer jährlichen Pension von 500 Gulden, einer einmaligen Unterstützung von 400 Gulden sowie einem Landgut in einer Gegend seiner Wahl. Wallner verstarb allerdings schon kurz darauf am 15. Februar 1810 im Alten Allgemeinen Krankenhaus Wien an einem zu dieser Zeit in weiten Teilen des Kaisertums Österreich verbreiteten Nervenfieber – möglicherweise Typhus oder Fleckfieber.

## Ehrung
Jährlich findet im Land Salzburg um den Todestag Wallners herum die Anton-Wallner-Feier des Landesverbandes der Salzburger Schützen als Gedenktreffen für die Landesverteidiger von 1809 und Anton Wallner, die verstorbenen Schützen sowie als Kundgebung für Friede, Freiheit und Demokratie statt. Die Feier wird jedes Jahr in einem anderen Bezirk abgehalten. Teilnehmer sind Fahnenabordnungen aller 111 Schützenkompanien und Garden des Landes Salzburg. Von den insgesamt etwa 6500 Schützen Salzburgs, die aus allen Teilen der Bevölkerung und allen Altersgruppen stammen und sich ehrenamtlich engagieren, nehmen ca. 600 Repräsentanten an der Feier teil. Gastgeber der Wallnerfeier 2024 in Tamsweg war der Bezirksverband Lungau der Salzburger Schützen.